# Juan de Dios Rivera Túpac
Juan de Dios Rivera o Juan Túpac Amaru (Cuzco, 1760 - Buenos Aires, 1843) fue un artista,  artesano y grabador peruano, descendiente de la nobleza incaica, al cual se atribuye la confección del escudo nacional argentino.

## Primeros años
Nació en el Cusco, hijo de Alonso de Rivera y de la ñusta (princesa incaica) Juana de la Concha Túpac Amaru.
Después de la rebelión de Túpac Amaru II, el levantamiento en el Cusco de 1780, las fuerzas de Túpac Amaru II apresaron y ejecutaron al «corregidor» Antonio de Arriaga (1727-1780). Para huir de la violenta represión por parte de los realistas, Juan de Dios, de 19 años de edad, se radicó en la ciudad de Potosí del Alto Perú (a 1150 km al sureste de Cusco), en el actual altiplano boliviano. En esa ciudad aprendió el arte del grabado.

## Diseñador y grabador del escudo argentino

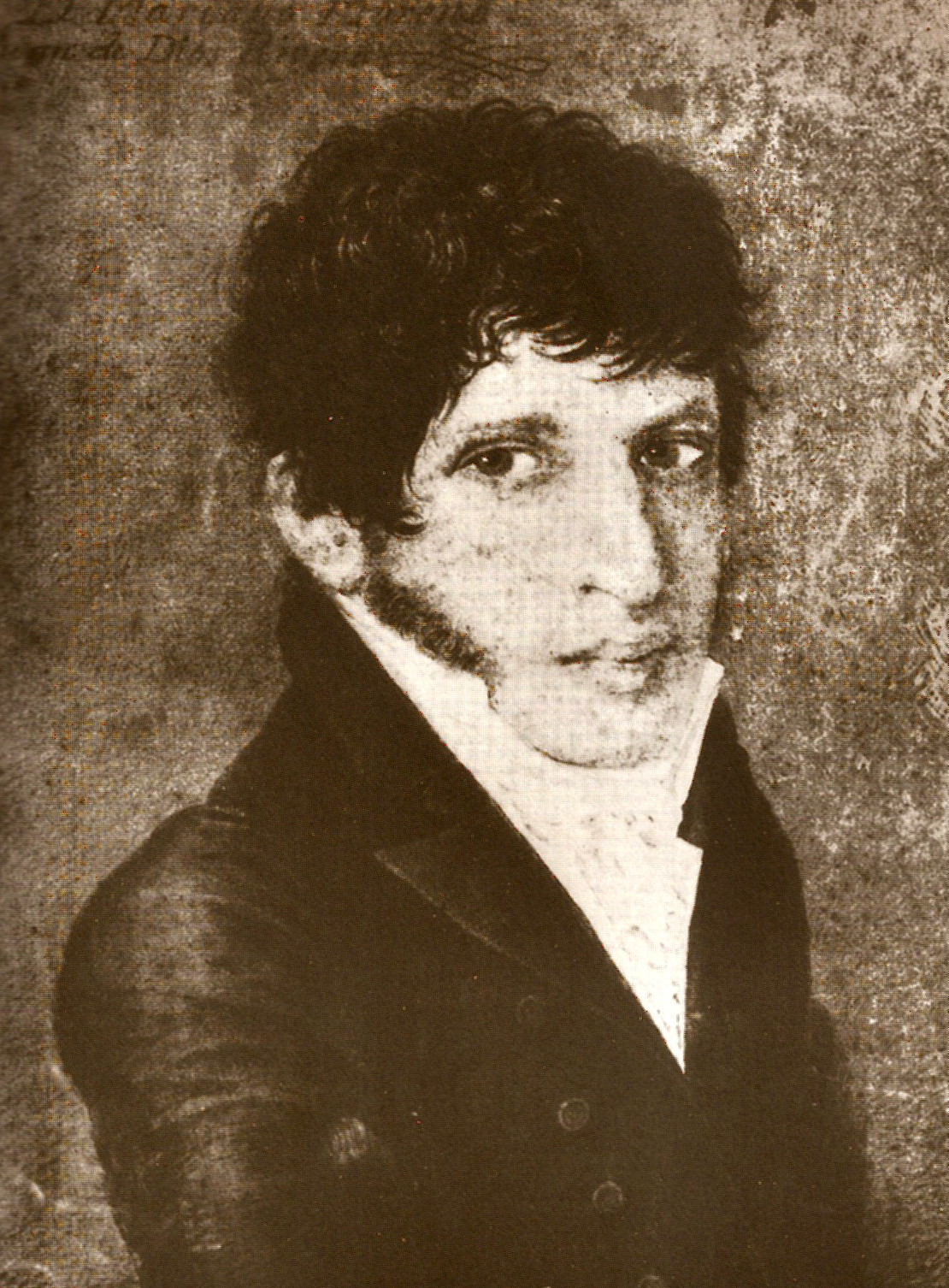
Dibujo al lápiz del político Mariano Moreno (1778-1811) realizado en 1808 o 1809 por el platero Juan de Dios Rivera Túpac Amaru.

Al año siguiente (1781), Túpac Amaru II fue derrotado y asesinado por los realistas. Ese mismo año, Rivera y su familia viajaron hasta la ciudad argentina de Córdoba (1550 km al sur de Potosí). De esta ciudad pasaron a Luján (660 km al sureste de Córdoba y 75 km antes de Buenos Aires), ambas poblaciones entonces en el Virreinato del Río de la Plata. En Buenos Aires ejerció el oficio de grabador y platero y se casó con Mercedes Rondeau. Algunos de los grabados que ilustran los impresos salidos de la Real Imprenta de Niños Expósitos, de Buenos Aires, fueron obra suya.
De Rivera es también la plancha de cobre realizada en 1808, que reproduce la famosa lámina del Ayuntamiento de la villa de Oruro, presidido por su alcalde ordinario, que resolvió obsequiar al Cabildo de Buenos Aires con motivo del triunfo sobre el ejército británico en las dos Invasiones inglesas (en 1806 y 1807).
En 1808 o 1809 fue el autor de los dos únicos retratos en vida del político Mariano Moreno (1778-1811), dos dibujos al lápiz con dedicatoria manuscrita del Inca Rivera.
En 1812 se le encargan dos diseños o proyectos, de un sello, al cusqueño Antonio Isidro de Castro, quien los envió desde Santiago de Chile en agosto de ese mismo año. El diseño fue trasladado al sello del primer escudo argentino aprobado por la Asamblea Constituyente y para ser usado desde enero de 1813, en reemplazo del sello de las armas reales en los documentos oficiales.
Se le atribuye el haber sido el primero en grabar el escudo nacional argentino por decreto del 12 de marzo de 1813, donde colocó el Sol de Mayo inspirado en el Inti (dios del sol de los incaicos), sobre el diseño original del escudo argentino, inspirado en un salvoconducto de un club jacobino francés utilizado durante la Revolución francesa. En el decreto de marzo, la Asamblea del Año XIII, con las firmas de su presidente, Tomás Antonio Valle, y el secretario Hipólito Vieytes, ordena que el Supremo Poder Ejecutivo use el mismo sello de este cuerpo soberano, con la sola diferencia de que la inscripción del círculo sea la de supremo poder ejecutivo de las Provincias Unidas del Río de la Plata.
Agustín Donado (diputado por San Luis), comisionado por la Asamblea, fue el encargado de la confección de un sello para autenticar los escritos del Gobierno en reemplazo del utilizado hasta entonces con las armas reales de España, y que además serviría para acuñar la primera moneda nacional argentina. Según contrato, está probado que Agustín Donado confió esa tarea al grabador cusqueño radicado en Buenos Aires y que, con el cuño por él tallado, fueron sellados algunos documentos emanados de dicha asamblea.
Habiéndose de colocar más tarde en el Cabildo de Buenos Aires la tarja (escudo grande) de plata y oro que las damas de Potosí obsequiaron al general Manuel Belgrano, el cabildo le encomendó a Rivera la tarea de armarla, dándosele por ello dos onzas de oro, según concierto del 14 de diciembre de 1813.

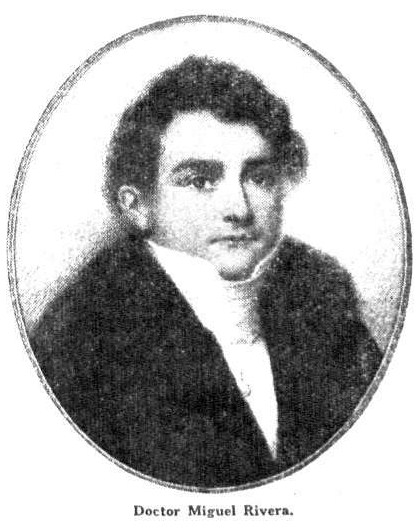
El doctor Miguel Rivera Rendón (Buenos Aires, 1792-1867), hijo del Inca Juan de Dios Rivera. Retrato de 1840.

Apodado el Inca, ya que era descendiente de una ñusta (princesa incaica), también grabó el primer sello y la primera moneda argentina, la cual fue acuñada en Potosí (Bolivia).
Juan de Dios Rivera tuvo un hijo, Miguel Rivera (Buenos Aires, 1792-1867), que llegó a ser el médico personal de Juan Manuel de Rosas (1793-1877).